# Death Disco
Death Disco is een single van de Britse punkgroep Public Image Ltd. Het was de tweede single van de groep (1979) en behaalde een 20e plaats in de UK Singles Chart.
De B-kant van de single was het liedje No Birds Do Sing.
Daarnaast verscheen er een 12"-single onder de naam Death Disco. De A-kant bevat Part A 1 1/2 Mix en de B-kant Part 2 Megga Mix.

## Meewerkende artiesten
- Muzikanten
  - Jah Wobble (basgitaar)
  - David Humphrey (drums)
  - Keith Levene (gitaar, synthesizer)
  - John Lydon (zang)

## Versie Arbeid Adelt!
In 1983 bracht de Belgische band Arbeid Adelt! een cover uit van het nummer.  Hun cover was echter gebaseerd op de Megga-Mix van het origineel.  Alhoewel het de naam Death Disco droeg was dit een instrumentale versie van een ander nummer van Public Image Limited: Fodderstompf  Arbeid Adelt hernoemde hun versie naar Fodderstompf voor de liveversie die verscheen in 2014.
De volgorde van de nummers op de single was het 10 minuten durende Disco Death op de A-kant en de nummers Help Me (Ik stik) en Death Disco op de B-kant.
In 2008 verscheen er een 12"-single van het nummer met twee remixes en een oorspronkelijke versie van het nummer Disco Death.

### Meewerkende artiesten
- Producer
  - Jean-Marie Aerts
- Muzikanten
  - Jan Vanroelen (gitaar, keyboards)
  - Luc Van Acker (gitaar)
  - Marcel Vanthilt (keyboards, zang)